# Reality Z
Reality Z es una serie de televisión brasileña de terror basada en la serie británica Dead Set y que se estrenó en Netflix el 10 de junio de 2020. Producida en sociedad con Conspiração Filmes y dirigida por Cláudio Torres, la serie tuvo una temporada inicial de diez episodios.

## Argumento
Cuando el apocalipsis zombie se desata en Río de Janeiro, los participantes y la producción del reality show Olympus se ven forzados a encerrarse en el estudio.

## Reparto

### Principal
- Ana Hartmann como Nina
- Emílio de Mello como Alberto Levi
- Carla Ribas como Ana Schmidt
- Ravel Andrade como Leo Schmidt
- Guilherme Weber como Brandão y la voz de "Zeus"
- Luellem de Castro como Teresa
- João Pedro Zappa como TK y Hermes
- Hanna Romanazzi como Jessica y Afrodita
- Jesus Luz como Lucas
- Pierre Baitelli como Robson
- Leandro Daniel como Augusto y Ares
- Gabriel Canella como Marcos y Apolo
- Natália Rosa como Veronica y Athena
- Wallie Ruy como Madonna y Dionisio
- Arlinda Di Baio como Cleide y Demeter
- Julia Ianina y Cristina

### Invitados
- Sabrina Sato como Divina McCall
- Kaike Gabriel como Fernando
- Leda Nagle como Nora Werneck
- Cinnara Leal como Clara
- Arlyson Gomes como Samuel
- Erom Cordeiro como Marcelo
- Bruno Bellarmino como Tysson
- Saulo Arcoverde como Eric
- Thelmo Fernandes como Peixe
- Mariah de Moraes como el asistente de producción
- André Dale como José Peixoto
- Charles Fricks como el Dr. Fábio Lima